# Do The Box
『Do The Box』（ドゥ・ザ・ボックス）は、日本のロックバンド・Do As Infinityが2006年3月15日にavex traxから発売したボックスセットである。

## 内容
前作『Do The A-side』から約6ヶ月ぶり、初のボックスセット。『Do As Infinity -Final-』『Do The Best "Great Supporters Selection"』『Do As Infinity Instrumental Collection "MINUS V"』と同時発売された。
1万枚限定生産で、初回プレス仕様のボーナストラックを含む既発オリジナルアルバム6作品が収録されている。なお、原盤ではCCCD規格で発売された『TRUE SONG』と『GATES OF HEAVEN』は通常のCD規格で収録された。また、特典として6年間の歴史をナレーション付きドキュメンタリー映像で収録した「6 Years Band Documentary」と、6年間のスポットCMを収録した「6 Years Commercial Collection」から成るDVD『Do The Works』が同梱された。

## 収録曲
CD
DISC 01：『BREAK OF DAWN』
DISC 02：『NEW WORLD』
DISC 03：『DEEP FOREST』
DISC 04：『TRUE SONG』
DISC 05：『GATES OF HEAVEN』
DISC 06：『NEED YOUR LOVE』
DVD
Disc 07：『Do The Works』